# Gala (novelle)
Gala is het boekenweekgeschenk van 2003, geschreven door Ronald Giphart. Het kwam uit in maart 2003, op de eerste dag van de Boekenweek, die in 2003 als motto hanteerde "Styx - leven en dood in de letteren". 

## Samenvatting
Het verhaal wordt geschreven door de jonge actrice Meija, die bij haar gescheiden en gesteriliseerde vader woont. Op zijn advies schrijft ze een brief aan haar geheime, maar drie weken eerder gecremeerde, minnaar Panc. Het impresariaat waar ze onder contract staat heet “Mijn Mensen” en geeft een groot galafeest ter gelegenheid van het vijftienjarig bestaan. Meija heeft aan een interview een paar jaar geleden een latrelatie met de gescheiden journalist Edgar Fräser overgehouden, maar ze had sinds een maand of drie tevens een onstuimige relatie met Panc, oprichter en eigenaar-directeur van het impresariaat "Mijn Mensen". Ze vindt als twintigjarige oudere mannen nu eenmaal leuker.
Het galafeest wordt gegeven in poptempel Tivoli te Utrecht met muziek van de New Cool Collective. Op de ochtend van het feest gaat Meija mee met Edgar, die juist die dag voor zijn poliklinische vasectomie is opgeroepen. Haar minnaar de 42-jarige Panc is dan drie weken eerder al overleden aan een plotseling verwoestend glioblastoom. Zijn weduwe Elaine zet het jubileumfeest door en maakt er tevens maar een feestelijk afscheid van haar echtgenoot van. Met haar en achter haar rug om, wordt door diverse partijen grimmig gevochten om het eigendom van “Mijn Mensen”.
Getooid met rood haar en samen met een licht bloedende Edgar, treedt Meija de feesttempel binnen en wordt door de Amerikaanse weduwe Elaine welkom geheten met de zin: “You can go fuck yourself”. In de loop van het feest krijgen alle bezoekers cadeautjes behalve Meija. De gewonde Fräser, die tegen doktersadvies in alcohol zuipt, neemt het op voor “zijn meisje”. Er ontstaat een grimmige sfeer waarin Elaine Meija beschuldigt van overspel met Panc. Meija riposteert dat Elaine niet in verwachting is van Panc, maar van stagiair Lolitus. Dan breekt de hel los op het gala. De toekomstige tegenspeler van Meija in de gangsterfilm “Max the Midget”, brengt Meija en Edgar vrijwel ongeschonden naar buiten. Vlak daarvoor nog was de totale onderkleding van Edgar afgezakt en stond hij bebloed en met luier op het podium. Maar Meija had een concurrente toegesnauwd dat Edgar van haar was.
De dag na het feest denkt Meija terug aan een jeugdvakantieherinnering van een paard, dat uit een groep paarden was gestoten. Het feest was trouwens geëindigd met een totale vechtpartij van iedereen met iedereen die ertoe deed. Ook de ingevlogen speciale gasten Jan Mulder en Jules Deelder maakten ruzie over Charlie Parker. Meija is weer veilig met Edgar bij haar vader thuis. Tegen de waarheid in zegt ze tegen Edgar dat ze over hem heeft geschreven. Ze heeft nog steeds last van haar "kiespijn", dat is de pijn die optreedt bij het maken van moeilijke keuzes.

## Achtergrond literatuur
Meija is verslingerd aan de aforismen van Baltasar Gracián. Van haar vader kreeg ze zijn klassieke boek Handorakel en kunst van de voorzichtigheid.

## Achtergrond muziek
- Don’t know why van Norah Jones (videoclip op YouTube)

Deze cd koopt Panc  op luchthaven Schiphol voor Meija